# Sick Girl (filme)
Sick Girl é um filme independente estadunidense do gênero de terror realizado em 2007, dirigido pelo cineasta Eben McGarr e estrelado por Stephen Geoffreys e Leslie Andrews.

## Elenco
- Leslie Andrews: Izzy
- Stephen Geoffreys: Mr. Putski

## Sobre o filme
Em 2008, ganhou o prêmio de melhor filme no Phoenix Fear Film Festival, festival de filme de terror, realizado anulamente na cidade de Phoenix, Arizona, EUA.

## Prêmios e indicações

### Prêmios
Phoenix Fear Film Festival
- Melhor Filme: 2008[carece de fontes?]